# Nguyễn Tường Văn
Nguyễn Tường Văn (sinh năm 1971) là một chính trị gia người Việt Nam. Ông hiện là Ủy viên Ban Cán sự Đảng Bộ Xây dựng, Thứ trưởng Bộ Xây dựng.
Ông từng là Phó Bí thư Tỉnh ủy, Bí thư Ban Cán sự Đảng UBND tỉnh, Chủ tịch Ủy ban nhân dân tỉnh Quảng Ninh.

## Xuất thân
Nguyễn Tường Văn sinh ngày 18 tháng 7 năm 1971, quê quán tại xã An Dương, huyện Kiến An, thành phố Hải Phòng. Ông từng bảo vệ luận văn thạc sĩ tại trường Đại học Kinh tế Quốc dân Hà Nội và bảo vệ luận án Tiến sĩ tại trường Đại học Quốc gia Úc (Australia National University).

## Giáo dục
- Cử nhân ngành Kinh tế công nghiệp và dịch vụ;
- Thạc sĩ Kinh tế công nghiệp;
- Tiến sĩ Kinh tế phát triển;
- Chuyên viên cao cấp;
- Cao cấp lý luận chính trị.

## Sự nghiệp chính trị
- Từ tháng 8 năm 2008 đến tháng 4 năm 2009, ông Nguyễn Tường Văn làm chuyên viên phòng Tổng hợp - Văn phòng Bộ Xây dựng.
- Từ tháng 4 năm 2009  đến 9 năm 2009, ông đảm nhiệm chức vụ Trưởng Phòng Tổng hợp, Văn phòng Bộ Xây dựng.
- Từ tháng 9 năm 2009 đến tháng 5 năm 2010, ông giữ chức Phó Cục trưởng Cục Hạ tầng Kỹ thuật - Bộ Xây dựng.
- Từ tháng 5 năm 2010 đến tháng 6 năm 2016, ông Nguyễn Tường Văn được bầu làm Phó Cục trưởng Cục Hạ tầng Kỹ thuật kiêm Giám đốc Ban quản lý Dự án Phát triển hạ tầng kỹ thuật - Bộ Xây dựng.
- Từ tháng 6 năm 2016 đến tháng 1 năm 2020, ông giữ chức Phó Bí thư Đảng ủy, Cục trưởng Cục Phát triển Đô thị - Bộ Xây dựng.
- Từ tháng 2 năm 2020 tháng 10 năm 2020, ông Nguyễn Tường Văn được Thủ tướng Chính phủ ký Quyết định bổ nhiệm giữ chức vụ Thứ trưởng Bộ Xây dựng[2].
- Ngày 29 tháng 10 năm 2020, tại thành phố Hạ Long, tỉnh Quảng Ninh, thừa ủy quyền của Ban Bí thư, ông Nguyễn Thanh Bình, Ủy viên Trung ương Đảng, Phó trưởng Ban thường trực Ban Tổ chức Trung ương đã trao Quyết định về việc điều động, luân chuyển, chỉ định tham gia Ban Chấp hành, Ban Thường vụ và giữ chức Phó Bí thư Tỉnh ủy Quảng Ninh khóa XIV, nhiệm kỳ 2020 – 2025[3].
- Tại Kỳ họp thứ 20, ngày 31 tháng 10 năm 2020 tại thành phố Hạ Long, Hội đồng nhân dân tỉnh Quảng Ninh khóa XIII đã bầu ông Nguyễn Tường Văn giữ chức vụ Chủ tịch Ủy ban nhân dân tỉnh Quảng Ninh, nhiệm kỳ 2016 - 2021[4].
- Theo Nghị quyết số 117/NQ-UBBC ngày 27/5/2021 của Ủy ban bầu cử tỉnh Quảng Ninh[5] về việc công bố kết quả và danh sách những người trúng cử đại biểu Hội đồng nhân dân tỉnh Quảng Ninh khóa XIV, nhiệm kỳ 2021-2026 thì ông Nguyễn Tường Văn là 01 trong 66 người trúng cử đại biểu Hội đồng nhân dân dân tỉnh Quảng Ninh, khóa XIV, nhiệm kỳ 2021-2026 với tỷ lệ 92,99% phiếu. Ông Nguyễn Tường Văn ứng cử tại đơn vị bầu cử số 5 gồm 8 xã, phường thuộc thành phố Móng Cái (Ka Long, Trần Phú, Ninh Dương, Hòa Lạc, Bắc Sơn, Hải Sơn, Hải Đông, Hải Tiến) với 2 người ứng cử khác gồm ông Lê Văn Ánh (sinh năm 1973), Tỉnh ủy viên, Bí thư thành ủy Móng Cái, tỉnh Quảng Ninh và bà Đặng Thị Đào (sinh năm 1993), dân tộc Dao, Bí thư Đoàn xã Hải Sơn, thành phố Móng Cái, tỉnh Quảng Ninh.
- Ngày 15 tháng 11 năm 2022, Thủ tướng Phạm Minh Chính ký ban hành Quyết định điều động, bổ nhiệm có thời hạn ông Nguyễn Tường Văn, Chủ tịch UBND tỉnh Quảng Ninh nhiệm kỳ 2021 - 2026 làm Thứ trưởng Bộ Xây dựng.[6]